# Coacoyula de Álvarez
Coacoyula de Álvarez es una localidad del estado mexicano de Guerrero. Es parte del municipio de Iguala de la Independencia.

## Toponimia
El nombre «Coacoyula» proviene de los términos en náhuatl: coacoyulli, serpiente de cascabel; tlan, lugar. Su significado es «lugar de las serpientes de cascabel». El nombre «Álvarez» rinde homenaje a Juan Álvarez Hurtado, gobernador de Guerrero de 1849 a 1853.

## Demografía
| Gráfica de evolución demográfica |
|                                  |

| Censo | Población |
| ----- | --------- |
| 1940  | 1 584     |
| 1950  | 1 938     |
| 1960  | 2 855     |
| 1970  | 3 238     |
| 1980  | 3 954     |
| 1990  | 2 930     |
| 2000  | 3 007     |
| 2010  | 2 744     |
| 2020  | 2 539     |